# Jüdischer Friedhof (Rinteln)

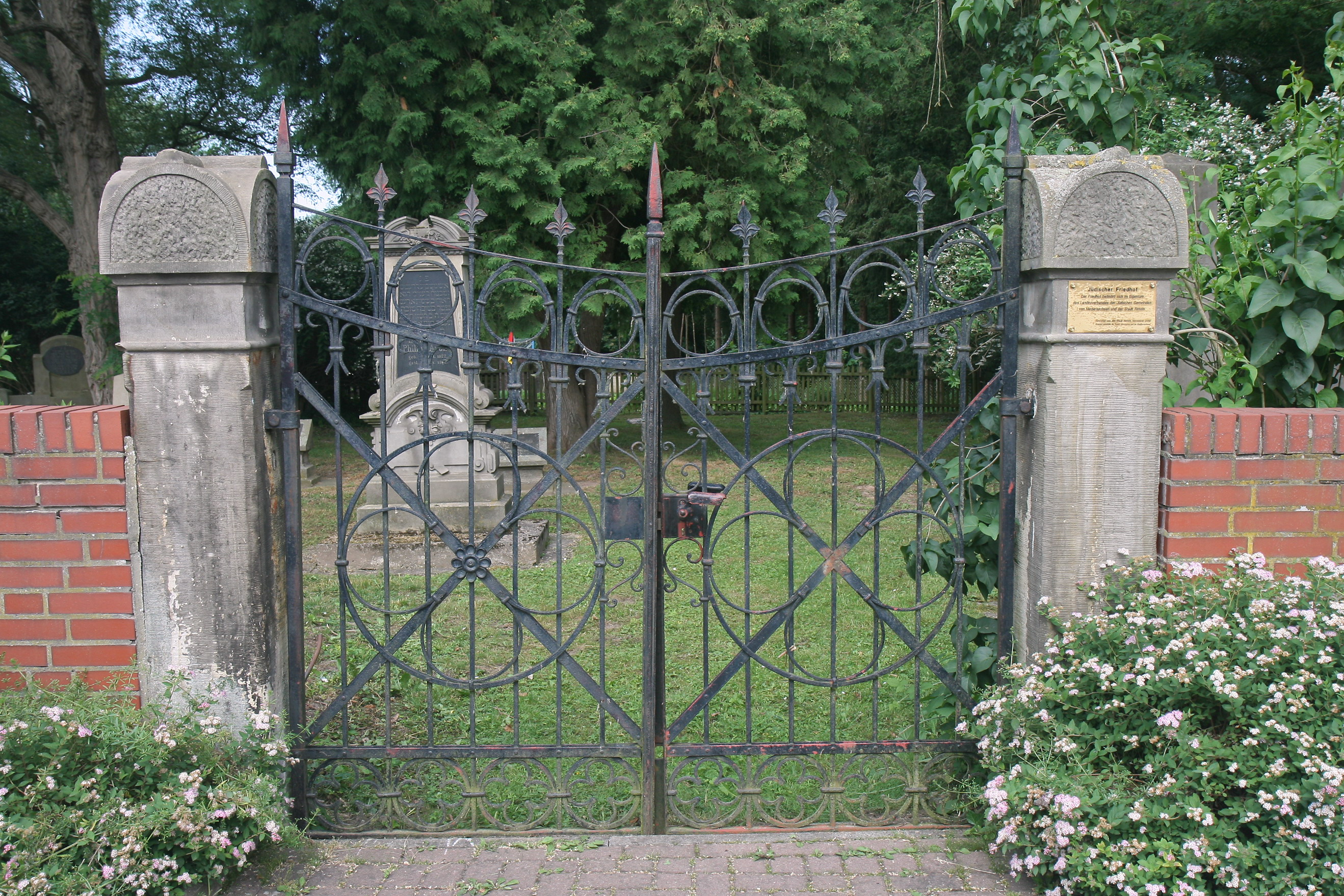
Eingang

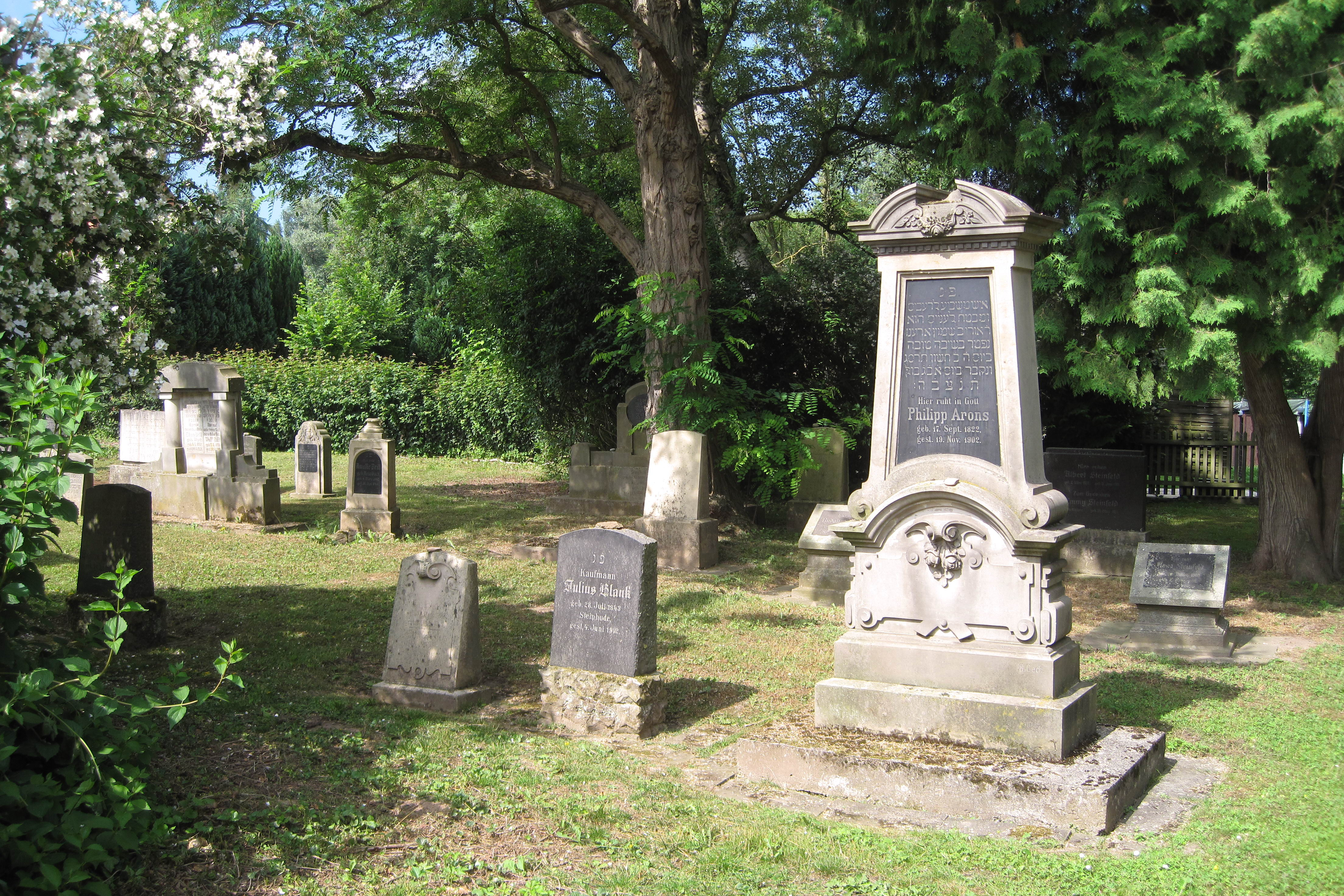
Grabsteine

Der Jüdische Friedhof Rinteln ist ein jüdischer Friedhof in der niedersächsischen Stadt Rinteln im Landkreis Schaumburg. Bestattungen auf dem Friedhof in der Ostertorstraße wurden von 1810 bis 1942 und dann wieder 1960 vorgenommen. 54 Grabsteine sind vorhanden.